# Thiền viện Trúc Lâm Bạch Mã
Thiền viện Trúc Lâm Bạch Mã là một thiền viện thuộc phái thiền Trúc Lâm Yên Tử, là một danh lam thắng cảnh của thành phố Huế. Thiền viện tọa lạc dưới chân núi Bạch Mã, giữa lòng hồ Truồi thuộc địa bàn xã Lộc Hòa, huyện Phú Lộc, thành phố Huế.
Thiền viện Trúc Lâm Bạch Mã được sáng lập bởi Hòa thượng Tôn Sư Thượng Thanh Hạ Từ là ngôi thiền viện thuộc thiền phái Trúc Lâm Yên Tử đầu tiên xây dựng ở miền Trung. Thiền Viện khởi công xây dựng vào ngày 30/3/2006, đến nay đã hoàn thành gồm 3 khu vực: ngoại viện, tăng viện và ni viện với trên 20 hạng mục lớn nhỏ khác.

## Đường đi
Từ thành phố Huế xuôi theo Quốc lộ I về phía nam 30 km, qua cầu Truồi, rẽ phải vào 6 km,vượt qua vùng đất khô cằn, thưa thớt xóm làng. Tưởng rằng:
Sơn cùng thủy tận nghi vô lộ
(Núi mòn, biển cạn ngờ hết lối)
Nhưng không:
Liễu ám hoa minh biệt nhất thôn.
(Liễu biếc, hoa tươi riêng một thôn).
là đến đập Truồi, Thiền viện nằm giữa lòng hồ, cách chân đập khoảng 500m (có đò đưa sang)